# Фёдорова, Ксения Леонидовна
Ксения Леонидовна Фёдорова (род. 4 августа 1983, Санкт-Петербург) — российская певица и пианистка, участница группы «КУБИКМАГГИ». Дочь Леонида Фёдорова.
В 1995 году приняла участие в записи альбома группы «АукцЫон» и Алексея Хвостенко «Жилец вершин», произнеся несколько фраз в номере «Бобэоби».
Окончила музыкальное училище имени М. П. Мусоргского по классу фортепиано и исторический факультет Санкт-Петербургского государственного университета по кафедре искусствоведения.
В начале XXI века стала инициатором создания группы, названной впоследствии «КУБИКМАГГИ»:

На сцене три человека — три инструмента — фортепиано, барабаны и бас. Есть и четвёртый инструмент — звенящий голос Фёдоровой, извлекающий на поверхность простые, в общем-то, слова: и дождь, и ветер, и звук, и сон.

13 ноября 2010 года состоялась презентация первого сольного альбома исполнительницы «Оом Ра».
15 марта 2019 года на портале Colta.ru был презентован второй сольный альбом «Переходный этап».
Принимала участие (фортепиано, гусли, бэк-вокал) в записи дебютного альбома группы «Ongkara» с одноимённым названием, изданном в 2009 году.

## Дискография
- Оом Ра (2010, CD, Геометрия)
- Переходный этап (2019, CD, Заплатка)
- Waves (2020, stream, FancyMusic)
- Песни птиц (2021, CD, Заплатка)

## Примечание
1. ↑  В одном из источников — Евгеньевна: Малые формы Архивная копия от 4 мая 2017 на Wayback Machine // «Rolling Stone», № 23.
2. ↑  Первый фестиваль таперов в Петербурге озвучит фильмы Игоря Ильинского Архивная копия от 5 марта 2016 на Wayback Machine // РИА Новости, 21.10.2009
3. ↑  Малые формы Архивная копия от 4 мая 2017 на Wayback Machine // «Rolling Stone», № 23.
4. ↑  Мария Сальникова. Растворитесь в музыке «КУБИКМАГГИ» Архивная копия от 4 мая 2017 на Wayback Machine // «Новая газета», № 49 от 15 мая 2009 г.
5. ↑  Ксения Федорова. «Переходный этап» | Colta.ru. Дата обращения: 24 марта 2019. Архивировано 20 марта 2019 года.

## Статьи и интервью
- Марсианские хроники Ксении Фёдоровой (недоступная ссылка) // Cosmopolitan Россия, Июль 2007.
- Папины дочки // «Собака», № 75, Апрель 2007.
- Ксения Фёдорова: «Я чувствую себя на месте» // Alt-vision.ru, 13 ноября 2009.
- Ксения Фёдорова (КУБИКМАГГИ): «Не люблю разделения на женское и мужское» // nneformat.ru, 04 октября 2010.
- Zemfira and Ksenia Fedorova: The Elusive Sound of Perfect Intonation (недоступная ссылка) // farfrommoscow.com, 18 октября 2010.
- Ксения Федорова и рояль // OpenSpace.ru, 18 ноября 2010.
- Ксения Фёдорова. «Оом Ра» («ГЕОМЕТРИЯ»), 2010 // «Завтра», № 52 (893), 29 декабря 2010.
- Ксения Федорова: «У меня есть план отдать дань традиции и написать оперу про овощи» // HITCH.SPACE, 2017